# 무스펠
무스펠(고대 노르드어: Múspell; 고대 고지 독일어: Mūspilli; 고대 작센어: Mūdspelli, Mūtspelli)은 말세를 가리키는 게르만족의 공통적인 표상이다. 노르드 신화에서는 무스펠은 라그나로크라는 말세의 일부분일 뿐이지만, 고대고지독일, 색슨을 비롯한 대륙 게르만 신화에서는 "무스펠"이라는 말이 말세 그 자체를 의미한다.
고대 노르드어 단어 Múspell은 13세기에 스노리 스투를루손이 쓴 《신 에다》에 등장하며, 그 의미는 알 수 없다. "무스펠의 땅"이라는 뜻의 무스펠스헤임은 작열하는 불의 세계이며, 서리와 얼음의 세계인 니플헤임과 대조된다. 무스펠스헤임은 위그드라실에 연결된 9개 세계 중 하나이며, 불의 거인(엘드요툰) 수르트가 무스펠스헤임 입구를 지키고 있다. 수르트의 검에서 발생한 불티가 니플헤임의 얼음을 녹여 긴눙가가프에 발생한 훈기가 거인 이미르를 탄생시켰고, 이미르의 몸에서 신들과 인간들이 태어났다.
또한 무스펠은 신들에 대한 마족들의 최후의 전쟁에서 다시 언급된다. 라그나로크가 도래했을 때, 수르트의 일족인 엘드요툰들이 "무스펠의 아들들"(Múspellz synir 또는 Múspells megir) 또는 "무스펠의 민족"(Múspellz lȳðir)이라고 불린다. 이들이 비프로스트 무지개다리를 부서뜨림으로써 라그나로크의 시작을 알린다. 수르트가 이끄는 엘드요툰들은 아스가르드로 쏟아져 들어오고, 세계수 위그드라실에 불을 싸지른다. 수르트는 프레이 신과 맞붙어 불타는 검으로 프레이를 죽인다.
"무스필리"(Muspilli)라는 단어가 9세기에 고대고지독일어로 쓰여진 동명의 서사시에도 등장하는데, 여기서 무스필리란 기독교적 신학론에 따른 세계의 종말을 뜻한다. 기독교적인 이해에 따른 무스펠은 하늘에서 불이 떨어져 세상을 멸하는 것이다. 9세기 고대 색슨어 시인 《헬리안드》(Heliand)에서도 Mūdspelli, Mūtspelli라는 단어가 같은 용법으로 사용되고 있다. 독일과 색슨의 무스필리는 노르드의 무스펠과 유사하게, 종말론적인 화산과 유사한 말세 모티프로 사용되고 있다. 무스펠, 무스펠리 등 유사한 단어들이 반복적으로 나타나고 비슷한 용법으로 사용됨에 따라, 무스펠의 기원에 대한 논쟁이 계속되고 있다.

## 참고 자료
- Silvert N. Hagen. The University of Chicago Press. Modern Philiology,Vol. 1, No. 3, 1904, pp. 397 - 408.
- Jacob Ludwig C. Grimm. Teutonic Mythology, tr. by J.S. Stallybrass. 1882.
- Viktor Rydberg's Investigations into Germanic Mythology, Vol. II,Part 1: Indo-European Mythology (1993), and Part 2: Germanic Mythology (2004).Translated and Annotated by William P. Reaves
- Simek, Rudolf. Dictionary of Northern Mythology. Translated by Angela Hall. 1993, p. 222-224.